# Port lotniczy Burlington
Port lotniczy Burlington (IATA: BTV, ICAO: KBTV) – port lotniczy położony w South Burlington, w stanie Vermont, w Stanach Zjednoczonych.